# Peter Segal
Peter Segal (New York, 1962. április 20. –) amerikai filmrendező, producer, forgatókönyvíró és színész. 
Olyan vígjátékokat rendezett, mint a Tommy Boy (1995), az Álnokok és elnökök (1996), a Bölcsek kövére 2. – A Klump család (2000), a Ki nevel a végén? (2003), Az 50 első randi (2004), a Csontdaráló (2005), a Zsenikém – Az ügynök haláli (2008) és A kiütés (2013).

## Családja és tanulmányai
New Yorkban nevelkedett, ahol apja az MGM reklámigazgatója volt. Az 1970-es évek elején Segal és családja Los Angelesbe költözött. Segal a Dél-Kaliforniai Egyetemen tanult, ahol dupla szakos hallgatóként műsorszóró újságírást, illetve angol nyelvet tanult.
Segal a USC School of Cinema and Television-nál szerezte diplomáját.

## Pályafutása
Segal karrierjét forgatókönyvírással és televíziós rendezéssel kezdte. 2002-ben megalkotta az NBC számára a Hidden Hills (2002-2003) című vígjátéksorozatot. 1995-ben Callahan Filmworks néven megalapította gyártócégét, régi produkciós partnerével, Michael Ewing-gal.
Segal 1994-ben debütált Csupasz pisztoly 33 1/3 – Az utolsó merénylet című filmmel, mely Leslie Nielsen és George Kennedy főszereplésével készült.
Következő, Tommy Boy (1995) című filmjének főszerepét Chris Farley kapta meg, illetve David Spade is feltűnt benne.
1996-ban az Álnokok és elnökök (1996) című vígjátékot rendezte meg, főszereplői Jack Lemmon, James Garner és Lauren Bacall voltak.
Segal rendezte meg a Bölcsek kövére folytatását, a Bölcsek kövére 2. – A Klump család (2000) című filmet, ismét Eddie Murphy főszereplésével.
Segal először dolgozott együtt Adam Sandler színésszel a Ki nevel a végén? (2003) című vígjátékban, melyben Jack Nicholson is szerepelt. Sandlerrel közös következő filmje Az 50 első randi (2004) volt, ebben Drew Barrymore is játszott. Segal harmadik alkalommal is együtt dolgozott Sandlerrel a Csontdaráló (2005) című börtön-vígjátékban, amely az 1974-es Hajrá, fegyencváros! remake-je. A projekt a filmtörténelem második legmagasabb bevételt hozó sportkomédiájává vált.
Sandler három filmje után Segal következő rendezése a Zsenikém – Az ügynök haláli (2008) volt. Ez a '60-as évek A balfácán című televíziós sorozatának adaptációja, amelyet Mel Brooks és Buck Henry alkotott meg. Segal az AMC-vel készített interjúban kijelentette, hogy gyerekként imádta a műsort. A film főszereplője Steve Carell, Anne Hathaway, Dwayne Johnson, Alan Arkin és Terence Stamp volt. 
2013-ban rendezte meg A kiütés (2013) című sport témájú vígjátékát, Robert De Niro, Sylvester Stallone, Kevin Hart, Alan Arkin, Kim Basinger és Jon Bernthal főszereplésével.
Álommeló című filmje 2018-ban került mozikba, Jennifer Lopez és Vanessa Hudgens főszereplésével, ezt követte 2020-ban a Kémecském.

## Közelgő projektek

### Goblinok
2014 novemberében arról számoltak be, hogy Segal fogja rendezni a Goblinok című Disney filmet.

## Magánélete
Amikor egy BBC-s 2014 szeptemberi interjújában megkérdezték Segalt, hogy hisz-e Istenben, azt válaszolta: „Igen. Nagyon spirituális vagyok, hitem szerint zsidó. Nem vagyok gyakorló zsidó, inkább »szabadidős« zsidó. Megtartom az ünnepeket, és megpróbálom tájékoztatni a gyerekeimet az örökségükről, mert azt hiszem, hogy egy bizonyos élethelyzetben mindannyiunknak meg kell védenie az örökségét, és ha támadások érnék őket emiatt, azt akarom, hogy tudják, ez miért is történt.”

## Filmográfia

### Filmrendező
| Év   | Magyar cím                                    | Eredeti cím                        | Feladatkör | Feladatkör |
| Év   | Magyar cím                                    | Eredeti cím                        | Rendező    | Producer   |
| ---- | --------------------------------------------- | ---------------------------------- | ---------- | ---------- |
| 1994 | Csupasz pisztoly 33 1/3 – Az utolsó merénylet | Naked Gun 33 1/3: The Final Insult | Igen       | Nem        |
| 1995 | Tommy Boy                                     | Tommy Boy                          | Igen       | Nem        |
| 1996 | Álnokok és elnökök                            | My Fellow Americans                | Igen       | Nem        |
| 2000 | Bölcsek kövére 2. – A Klump család            | Nutty Professor II: The Klumps     | Igen       | Nem        |
| 2003 | Ki nevel a végén?                             | Anger Management                   | Igen       | Nem        |
| 2004 | Az 50 első randi                              | 50 First Dates                     | Igen       | Nem        |
| 2005 | Csontdaráló                                   | The Longest Yard                   | Igen       | Nem        |
| 2008 | Zsenikém – Az ügynök haláli                   | Get Smart                          | Igen       | Vezető     |
| 2013 | A kiütés                                      | Grudge Match                       | Igen       | Igen       |
| 2018 | Álommeló                                      | Second Act                         | Igen       | Vezető     |
| 2020 | Kémecském                                     | My Spy                             | Igen       | Igen       |
| 2024 | Kémecském: Az örök város                      | My Spy: The Eternal City           | Igen       | Igen       |

### Filmszínész
| Év   | Magyar cím                                    | Eredeti cím                        | Szerep                       |
| ---- | --------------------------------------------- | ---------------------------------- | ---------------------------- |
| 1994 | Csupasz pisztoly 33 1/3 – Az utolsó merénylet | Naked Gun 33 1/3: The Final Insult | 'Sawdust & Mildew' producere |
| 1996 | Álnokok és elnökök                            | My Fellow Americans                | TV technikus                 |
| 2000 | Bölcsek kövére 2. – A Klump család            | Nutty Professor II: The Klumps     | rettegő popcornos férfi      |

### Televízió
Sorozat
| Év        | Magyar cím                        | Eredeti cím                   | Feladatkör | Feladatkör | Feladatkör | Megjegyzések |
| Év        | Magyar cím                        | Eredeti cím                   | Rendező    | Író        | Producer   | Megjegyzések |
| --------- | --------------------------------- | ----------------------------- | ---------- | ---------- | ---------- | ------------ |
| 1987      |                                   | Bikini II: The Saga Continues | Igen       | Igen       | Igen       | rövidfilm    |
| 1993      |                                   | The Jackie Thomas Show        | Igen       | Nem        | Igen       | 2 epizód     |
| 2002–2003 |                                   | Hidden Hills                  | Nem        | 1 epizód   | Vezető     | alkotó       |
| 2014–2016 | Shameless – Szégyentelenek        | Shameless                     | Igen       | Nem        | Nem        | 3 epizód     |
| 2014–2016 |                                   | Survivor's Remorse            | Igen       | Nem        | Nem        | 4 epizód     |
| 2016      | Angie Tribeca – A törvény nemében | Angie Tribeca                 | Igen       | Nem        | Nem        | 1 epizód     |
| 2021      |                                   | Heels                         | Igen       | Nem        | Vezető     | 7 epizód     |

Tévéfilm
| Év   | Cím                                      | Feladatkör        | Feladatkör | Feladatkör  |
| Év   | Cím                                      | Rendező           | Író        | Producer    |
| ---- | ---------------------------------------- | ----------------- | ---------- | ----------- |
| 1989 | Premiere: Inside the Summer Blockbusters | Nincs feltüntetve | Nem        | Közreműködő |
| 1992 | The Road Warriors                        | Igen              | Nem        | Vezető      |
| 2010 | In Security                              | Igen              | Igen       | Vezető      |
| 2012 | Prodigy Bully                            | Igen              | Nem        | Vezető      |
| 2015 | Ken Jeong Made Me Do It                  | Igen              | Nem        | Vezető      |

Különkiadás
| Év   | Cím                             | Feladatkör | Feladatkör | Feladatkör |
| Év   | Cím                             | Rendező    | Író        | Producer   |
| ---- | ------------------------------- | ---------- | ---------- | ---------- |
| 1991 | Tom Arnold: The Naked Truth     | Igen       | Nem        | Igen       |
| 1992 | Tom Arnold: The Naked Truth 2   | Igen       | Igen       | Igen       |
| 1993 | Tom Arnold: The Naked Truth 3   | Igen       | Igen       | Igen       |
| 2022 | Sebastian Maniscalco: Is It Me? | Igen       | Nem        | Nem        |

## Fordítás
- Ez a szócikk részben vagy egészben  a   Peter Segal című angol Wikipédia-szócikk fordításán alapul.  Az eredeti cikk szerkesztőit annak laptörténete sorolja fel. Ez a jelzés csupán a megfogalmazás eredetét és a szerzői jogokat jelzi, nem szolgál a cikkben szereplő információk forrásmegjelöléseként.